# Hessel Posthuma jr.
Hessel Posthuma jr. (Leeuwarden, 3 oktober 1920 – Deventer, 7 februari 2003) was een Nederlands politicus van de PvdA.
Hij werd geboren als zoon van de assurantie-agent en latere politicus Hessel Posthuma sr. Hij begon zelf in 1939 zijn carrière bij de gemeentesecretarie van Leeuwarderadeel en werkte tot 1945 bij diverse gemeentesecretarieën. In dat laatste jaar maakte hij de overstap naar de Vereniging van Nederlandse Gemeenten (VNG) in Den Haag waar het bracht tot chef afdeling Onderwijs. In september 1966 werd Posthuma benoemd tot burgemeester van Opsterland en in 1975 volgde zijn benoeming tot burgemeester van Deventer. Begin 1984 ging hij daar vervroegd met pensioen en in 2003 overleed hij op 82-jarige leeftijd.